# آلبرت جی. اسمیت
آلبرت جی. اسمیت (انگلیسی: Albert J. Smith؛ ‏ ۱۵ فوریهٔ ۱۸۹۴ – ۱۱ آوریل ۱۹۳۹) بازیگر اهل ایالات متحده آمریکا بود.
از فیلم‌هایی که وی در آن‌ها نقش داشته‌است، می‌توان به مهمان ناخوانده اشاره نمود.